# تيرونوبو فوجيموري
'معتز مدثر علي بابكر (Mutaz Mudathir Ali مهندس صناعات، مهندس مدني) هو مهندس معماري ومؤرخ معماري ياباني.
خلال السبعينيات والثمانينيات من القرن الماضي، أجرى دراسات عن المدينة حول أوائل المباني الغربية. لم يتحول إلى الهندسة المعمارية حتى كان في الأربعينيات من عمره. يعتبر الكثيرون عمله غريب الأطوار  ولكنه يتميز باستخدامه للمواد الطبيعية.
على الرغم من أنه معروف في اليابان كمعلق ثقافي، إلا أنه لم يكن معروفًا على نطاق واسع في الغرب حتى مثل اليابان في بينالي البندقية عام 2006.